# Jimmie Foxx
Pour les articles homonymes, voir Foxx.
James Emory « Jimmie » Foxx était un joueur américain de baseball né le 22 octobre 1907 et décédé le 21 juillet 1967. Il est parmi les joueurs ayant frappé plus de 500 coups de circuit. Il joua pour les Athletics de Philadelphie, les Red Sox de Boston, les Cubs de Chicago et les Phillies de Philadelphie. 
Il était le plus jeune joueur ayant frappé 500 coups de circuit - 32 ans, 11 mois et deux jours, jusqu'au 5 août 2007 et le 500e coup de circuit d'Alex Rodriguez. Il remporta trois fois le MVP. Il fut également le second joueur à passer ce cap après Babe Ruth. En 1932 il établit le record pour un droitier avec 58 coups de circuit en une saison, dépassé par Mark McGwire en 1998. En 1933 il remporte le triple crown - c'est-à-dire il mena la ligue américaine en coups de circuit, moyenne au bâton et points produits. En 1938 il établit le record des Red Sox de Boston, frappant 50 coups de circuit (dépassé par David Ortiz en 2006).
Sa carrière affaiblit après 1942, et il finit sa carrière en 1945. 
En 1952, il revient au baseball comme entraineur. Durant une seule saison, il va entraîner l'équipe des Fort Wayne Daisies de la All-American Girls Professional Baseball League avec laquelle il accèdera au premier tour des play-offs. Il inspirera le personnage fictif de Jimmy Dugan, incarné par l'acteur Tom Hanks, dans le film Une équipe hors du commun qui retrace de manière romancée la première année d'existence de la All-America Girls Professional Baseball League.

## Palmarès
- Gagnant du triple crown en 1933
- Mena la ligue à la moyenne au bâton (1933, 1938)
- Mena la ligue en coups de circuit (1932, 1933, 1935, 1939)
- Mena la ligue en points produits (1932, 1933, 1938)
- Mena la ligue en points marqués (1932)
- Élu le meilleur joueur de la ligue américaine (1932, 1933, 1938)
- Élu au temple de la renommée du baseball en 1951

## Statistiques
Au bâton
| Parties | AB   | R    | H    | 2B  | 3B  | HR  | RBI  | BB   | SO   | AVG   | OBP   | SLG   | OPS   |
| 2317    | 8134 | 1751 | 2646 | 458 | 125 | 534 | 1922 | 1452 | 1311 | 0,325 | 0,428 | 0,609 | 1,037 |